# Клајд Хил (Вашингтон)
Клајд Хил (енгл. Clyde Hill) град је у америчкој савезној држави Вашингтон. По попису становништва из 2010. у њему је живело 2.984 становника.

## Демографија
Према попису становништва из 2010. у граду је живело 2.984 становника, што је 94 (3,3%) становника више него 2000. године.
| Група             | 2000.         | 2010.         |
| Белци             | 2.564 (88,7%) | 2.463 (82,5%) |
| Афроамериканци    | 16 (0,6%)     | 18 (0,6%)     |
| Азијати           | 211 (7,3%)    | 361 (12,1%)   |
| Хиспаноамериканци | 43 (1,5%)     | 69 (2,3%)     |
| Укупно            | 2.890         | 2.984         |